# Báo cáo tài chính hợp nhất

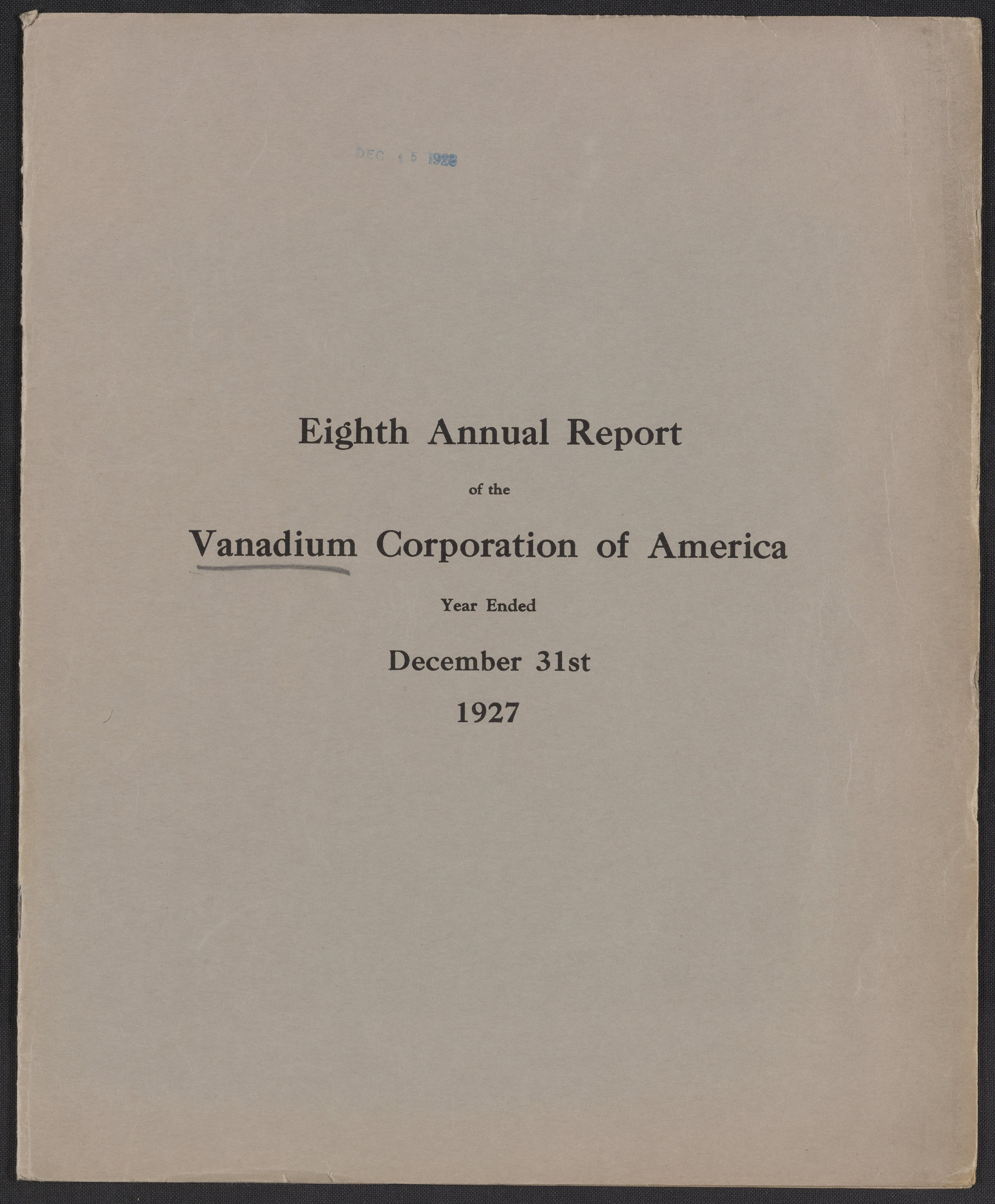
Trang bìa của một báo cáo tài chính hợp nhất của Vanadium Corporation of America lập vào năm tài chính 1927 (niên độ tài chính kết thúc vào ngày 31 tháng 12 năm 1927)

Báo cáo tài chính hợp nhất (Consolidated financial statement/CFS) theo các định nghĩa nêu trong Chuẩn mực kế toán quốc tế (International Accounting Standard) số 27: Báo cáo tài chính hợp nhất và Báo cáo tài chính riêng và Chuẩn mực báo cáo tài chính quốc tế (International Financial Reporting Standard) số 10: Báo cáo tài chính hợp nhất thì báo cáo tài chính hợp nhất là "báo cáo tài chính của một tập đoàn trong đó tài sản, nợ phải trả, vốn chủ sở hữu, thu nhập, chi phí và lưu chuyển tiền tệ của công ty mẹ và công ty con của nó được trình bày như là của một thực thể kinh tế duy nhất". Tại Việt Nam, Báo cáo tài chính hợp nhất là báo cáo tài chính của một tập đoàn được trình bày như báo cáo tài chính của một doanh nghiệp. Báo cáo này được lập trên cơ sở hợp nhất báo cáo của công ty mẹ và các công ty con theo quy định của chuẩn mực quy định của Nhà nước Việt Nam của Bộ Tài chính.
Theo quy định của pháp luật doanh nghiệp tại Việt Nam hiện hành là Luật Doanh nghiệp năm 2020 thay cho Luật Doanh nghiệp năm 2014 đã quy định vào thời điểm kết thúc năm tài chính, ngoài báo cáo và tài liệu theo quy định của pháp luật, công ty mẹ còn phải lập Báo cáo tài chính hợp nhất của công ty mẹ theo quy định của pháp luật về kế toán. Theo quy định của pháp luật kế toán thì Báo cáo tài chính hợp nhất gồm Báo cáo tài chính hợp nhất năm và Báo cáo tài chính hợp nhất giữa niên độ (báo cáo quý, gồm cả quý IV và báo cáo bán niên), trong đó, báo cáo tài chính hợp nhất năm được lập dưới dạng đầy đủ, Báo cáo tài chính hợp nhất giữa niên độ được lập dưới dạng đầy đủ hoặc dạng tóm lược. Báo cáo tài chính hợp nhất năm và Báo cáo tài chính hợp nhất giữa niên độ gồm: Bảng cân đối kế toán hợp nhất, Báo cáo kết quả kinh doanh hợp nhất, Báo cáo lưu chuyển tiền tệ hợp nhất, Bản thuyết minh Báo cáo tài chính hợp nhất.

## Lập báo cáo
Khi lập báo cáo tài chính hợp nhất, theo chuẩn mức quốc tế thì có hai thủ tục cơ bản cần tuân theo gồm đầu tiên, hủy bỏ tất cả các mục được hạch toán là tài sản trong một công ty và là nợ phải trả trong một công ty khác, sau đó cộng lại tất cả các mục chưa hủy bỏ. Có hai loại mục chính hủy bỏ lẫn nhau khỏi báo cáo tình hình tài chính hợp nhất gồm Đầu tư vào các công ty công ty con được coi là tài sản trong công ty mẹ sẽ bị hủy bỏ bởi tài khoản "vốn cổ phần" trong báo cáo của công ty con. Chỉ có tài khoản "vốn cổ phần" của công ty mẹ mới được đưa vào báo cáo hợp nhất và Nếu xảy ra giao dịch giữa các công ty khác nhau trong một nhóm, thì các khoản phải trả của một công ty sẽ bị hủy bỏ bởi các khoản phải thu của một công ty khác. Nếu công ty mẹ không mua 100% cổ phần của công ty con, thì có một tỷ lệ tài sản ròng do công ty bên ngoài sở hữu. Tỷ lệ này liên quan đến các nhà đầu tư bên ngoài được gọi là lợi ích không kiểm soát (NCI). Trong một nhóm công ty, các doanh nghiệp này có thể có quan hệ thương mại với nhau. Ví dụ, công ty A mua hàng hóa với một mức giá và bán chúng cho một công ty khác trong nhóm với mức giá khác. Do đó, công ty A đã kiếm được một số doanh thu từ việc bán hàng, nhưng toàn bộ nhóm không kiếm được bất kỳ lợi nhuận nào từ giao dịch đó. Cho đến khi những hàng hóa đó được bán cho một công ty bên ngoài, nhóm vẫn có lợi nhuận chưa thực hiện. 
Theo quy định của Bộ Tài chính Việt Nam thì công ty mẹ là công ty nắm giữ trên 50% quyền biểu quyết ở công ty con (sở hữu trực tiếp hoặc sở hữu gián tiếp thông qua một công ty con khác) có trách nhiệm lập Báo cáo tài chính hợp nhất trong các trường hợp gồm Công ty mẹ là tổ chức niêm yết trên thị trường chứng khoán, công ty đại chúng quy mô lớn và công ty mẹ thuộc sở hữu Nhà nước phải lập Báo cáo tài chính hợp nhất hàng năm và Báo cáo tài chính hợp nhất bán niên dạng đầy đủ, Báo cáo tài chính hợp nhất quý dạng tóm lược (được lập Báo cáo tài chính hợp nhất quý dạng đầy đủ nếu có nhu cầu). Đối với công ty mẹ không thuộc các đối tượng này thì phải lập Báo cáo tài chính hợp nhất năm dạng đầy đủ và cũng khuyến khích lập Báo cáo tài chính hợp nhất giữa niên độ dạng đầy đủ hoặc dạng tóm lược (nếu có nhu cầu). Pháp luật Việt Nam xác định mối quan hệ giữa công ty mẹ, công ty con, các tập đoàn, tập đoàn đa cấp, nhóm công ty cụ thể là Công ty con cấp 1 là công ty con bị công ty mẹ kiểm soát trực tiếp thông qua quyền biểu quyết trực tiếp của công ty mẹ. Công ty con cấp 2 là công ty con bị công ty mẹ kiểm soát gián tiếp thông qua các công ty con khác. Công ty mẹ thuộc sở hữu Nhà nước là các công ty TNHH một thành viên do Nhà nước nắm giữ 100% vốn điều lệ bao gồm công ty mẹ của các tập đoàn kinh tế, công ty mẹ của Tổng công ty Nhà nước, công ty mẹ trong mô hình công ty mẹ-công ty con theo quy định của pháp luật. Tập đoàn gồm công ty mẹ và các công ty con. Tập đoàn đa cấp là tập đoàn gồm công ty mẹ, các công ty con cấp 1 và công ty con cấp 2.